# Orlando Miracle 2002
La stagione 2002 delle Orlando Miracle fu la 4ª nella WNBA per la franchigia.
Le Orlando Miracle arrivarono quarte nella Eastern Conference con un record di 16-16, non qualificandosi per i play-off.

## Roster
| N° | Naz.                   | Ruolo | Sportivo             | Anno | Alt. | Peso |
| -- | ---------------------- | ----- | -------------------- | ---- | ---- | ---- |
| 0  | Mozambico (bandiera)   | C     | Clarisse Machanguana | 1976 | 196  | 82   |
| 3  | Stati Uniti (bandiera) | A     | Wendy Palmer         | 1974 | 188  | 75   |
| 5  | Stati Uniti (bandiera) | G     | Elaine Powell        | 1975 | 175  | 73   |
| 10 | Stati Uniti (bandiera) | A     | Carla McGhee         | 1968 | 188  | 78   |
| 11 | Stati Uniti (bandiera) | C     | Taj McWilliams       | 1970 | 191  | 83   |
| 12 | Stati Uniti (bandiera) | G     | Tiffany Wait         | 1978 | 178  | 73   |
| 14 | Stati Uniti (bandiera) | G     | Shannon Johnson      | 1974 | 170  | 67   |
| 21 | Stati Uniti (bandiera) | A     | Brooke Wyckoff       | 1980 | 185  | 83   |
| 22 | Stati Uniti (bandiera) | A     | Jessie Hicks         | 1971 | 193  | 85   |
| 28 | Brasile (bandiera)     | A     | Cíntia Tuiú          | 1975 | 193  | 82   |
| 31 | Stati Uniti (bandiera) | G     | Adrienne Johnson     | 1974 | 178  | 68   |
| 32 | Stati Uniti (bandiera) | GA    | Katie Douglas        | 1979 | 185  | 75   |
| 42 | Stati Uniti (bandiera) | G     | Nykesha Sales        | 1976 | 183  | 73   |
| 50 | Stati Uniti (bandiera) | A     | Davalyn Cunningham   | 1980 | 183  | 85   |

## Staff tecnico
- Allenatore: Dee Brown
- Vice-allenatori: Vonn Read, Valerie Still